# Allium ascalonicum
Lo scalogno (Allium ascalonicum L.) è una pianta della famiglia Amaryllidaceae.
È affine alla cipolla, con la quale condivide molte caratteristiche e similitudini di utilizzo. Il nome designa tanto la pianta quanto il suo bulbo.

## Storia

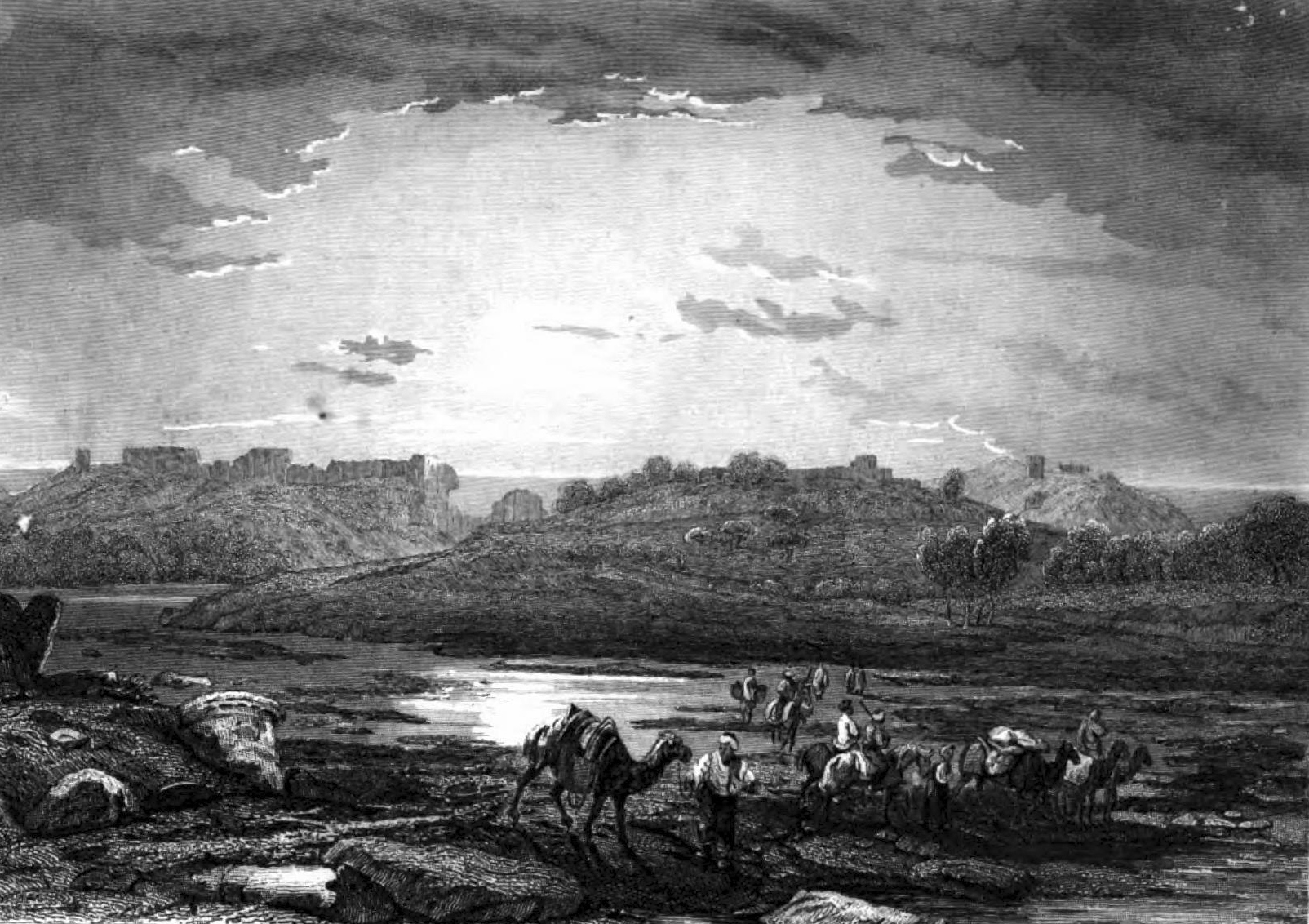
Il sito abbandonato dell'antica Ascalona, opera dell'incisore Pierre Nicolas Ransonnette (1745-1810).

Le prime zone in cui lo scalogno è comparso si trovano in Asia centrale (Turkmenistan, Uzbekistan, Kirghizistan, Afghanistan), regione in cui molte specie esistono ancora allo stato selvatico. Da qui la pianta si sarebbe diffusa verso l'India e verso il Mediterraneo orientale, anche se le zone esatte in cui le prime varietà di scalogno sarebbero state addomesticate non sono ancora state individuate.
Il nome scientifico "ascalonicum" e quello volgare, sembrano derivare da quello dell'antico porto mediterraneo di Ascalona, situato nella parte meridionale dell'odierno Israele poco a nord di Gaza. Plinio scrive che i greci avevano sei tipi di cipolle, tra cui appunto lo scalogno, mentre lo scrittore del I secolo Columella sostiene le virtù dello scalogno, affermando che questa cipolla è la migliore di tutte le varietà. Non è tuttavia certo, date le somiglianze fra alcune varietà di cipolle e gli scalogni, se gli Antichi si riferissero alle stesse varietà a noi note.
Lo scalogno che coltiviamo attualmente arrivò in Europa tra il XII-XIII secolo per opera dei crociati che rientravano dalla Terra santa (si ricordi la battaglia di Ascalona durante la prima crociata); già nel Duecento in Francia, lo scalogno aveva un ruolo importante nella cucina tradizionale. In un codice manoscritto del secolo XIV conservato presso la Biblioteca universitaria di Bologna vengono citate torte a base di scalogno.
Alcune fonti riportano che lo scalogno sia stato introdotto nelle Americhe da Hernando de Soto durante la sua esplorazione della Louisiana.
Lo scalogno era ritenuto già dagli antichi uno stimolante delle funzioni sessuali (come tale è citato anche da Ovidio) e nelle campagne di tutta Italia molte leggende popolari attribuiscono allo scalogno proprietà afrodisiache: il medico romano Castore Durante scrisse degli effetti eccitanti dello scalogno in un libro pubblicato nel 1586.

## Descrizione
Lo scalogno è una pianta di circa 20–30 cm di altezza, con foglie cilindriche.
Tutte le varietà di scalogno assomigliano alle cipolle, ma a differenza di queste posseggono un bulbo composito (non unico). L'infiorescenza è, come in tutte le specie del genere Allium, formata da più fiori trimeri. I semi sono piccoli e neri.

## Varietà
Lo scalogno viene coltivato per il bulbo. Il bulbo è tunicato come quello della cipolla, ma più piccolo (generalmente il suo diametro una volta pelato non supera i 4–5 cm), ed è spesso composto da due o tre più piccoli bulbilli uniti in un bulbo tunicato unico poco più grande, nel complesso leggermente più affusolato della cipolla. In genere raggiunge un peso che varia da 5 a 25 grammi circa ed è di diverse varietà, che si distinguono tra loro in funzione del colore delle guaine esterne (verde violaceo, rosso, rosso-bruno, rosso rosaceo, viola, giallo, grigio e bianco), della loro forma (sferica, rotondeggiante e allungata) e infine dal sapore, il quale è molto influenzato anche dalla zona di coltivazione.

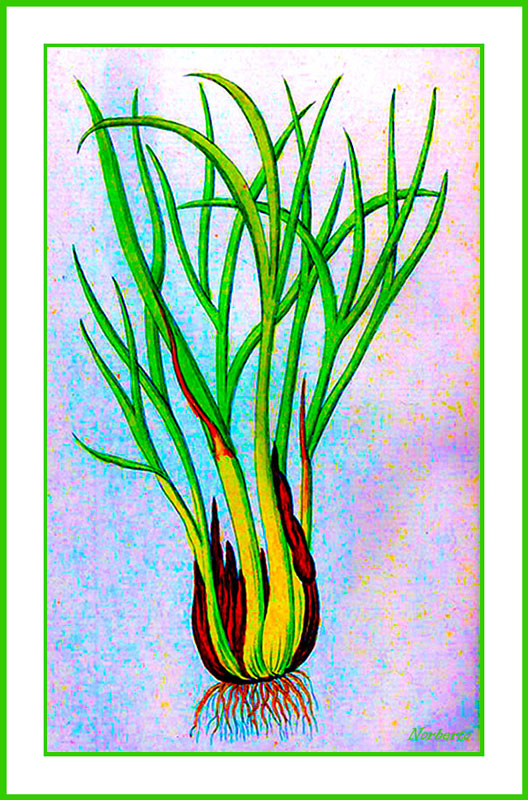
Disegno del botanico Adolphus Ypey (1813)
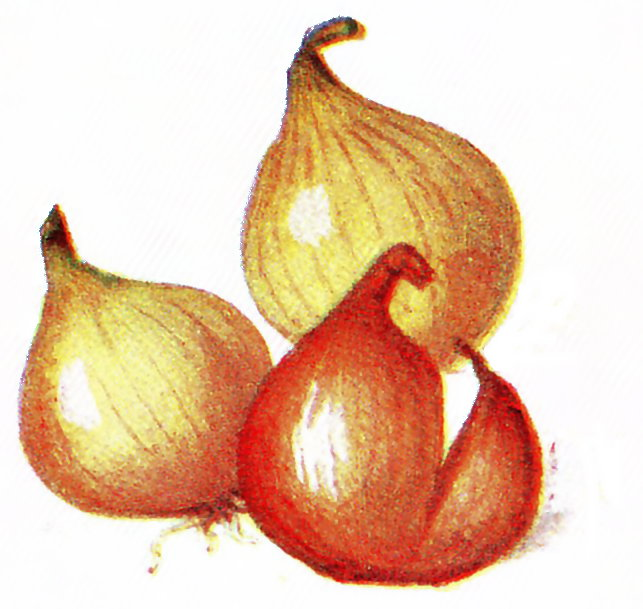
Disegno tratto dal libro di cucina svedese Iduns kokbok (1911) di Elisabeth Östman
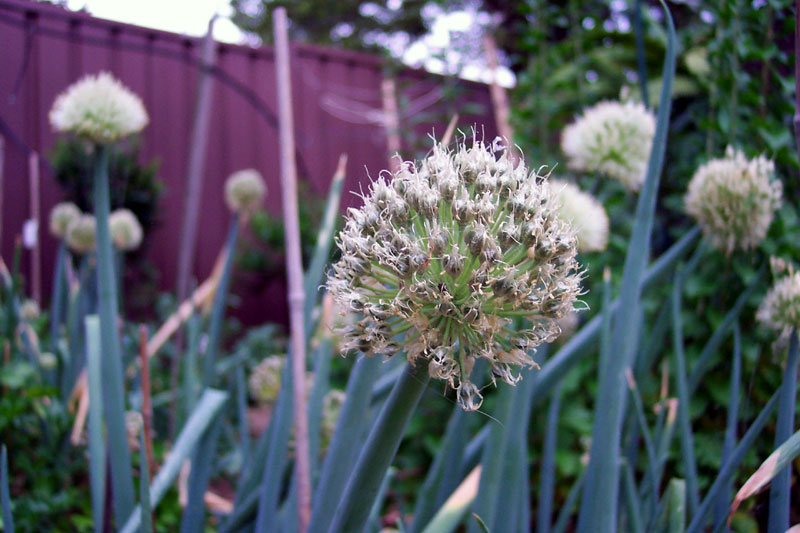
Una pianta di scalogno in fiore
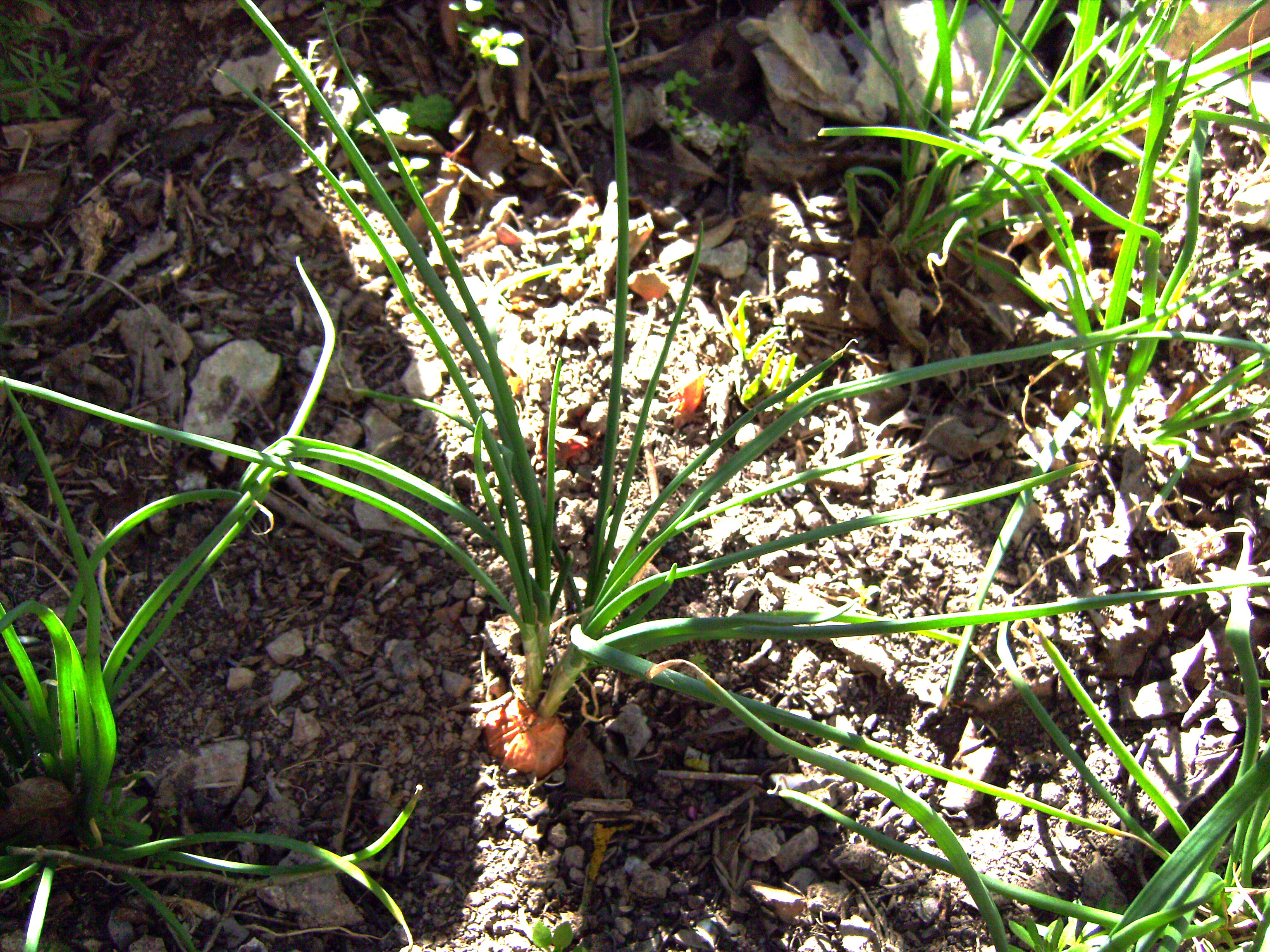
Una pianta di scalogno dalla Sierra de Castelltallat, in Catalogna
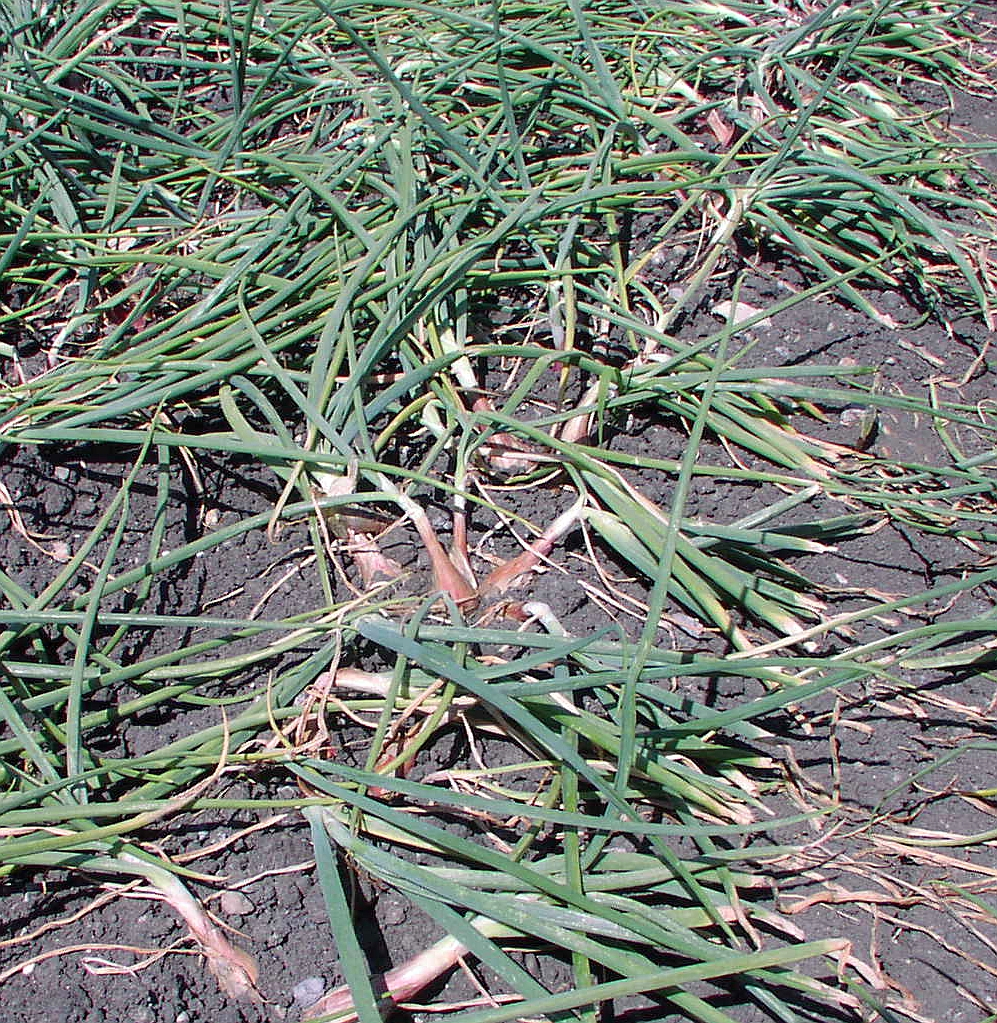
Coltivazione di scalogni
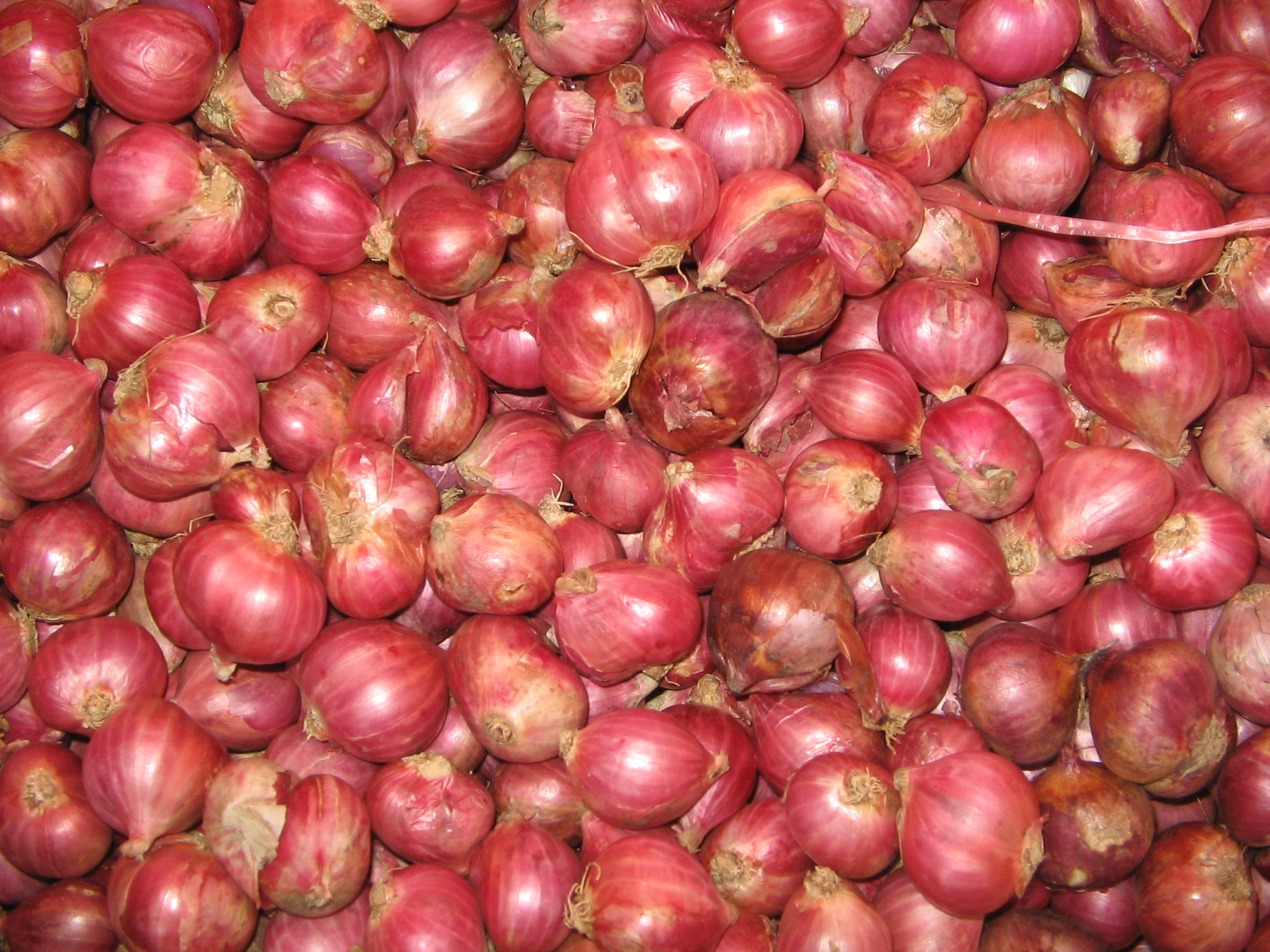
bulbi

In base al colore della buccia si raggruppano in genere le varietà coltivate in Europa:
- rosa
La più importante di queste varietà è lo scalogno di Jersey, fra i più sofisticati, che ha un bulbo sferico rigonfio (corto e piuttosto largo), una buccia dal rame al rosa, una polpa venata e un aroma poco piccante; altre varietà sono la Pesandor e la Rondeline;
- grigio
Famosa è la varietà di scalogno comune, che ha un bulbo piccolo di forma allungata, guaine di colore grigio con testa violacea, una polpa soda e un aroma pungente; varietà comuni sono la Griselle e la Grisor.
- giallo
Tipica dell'Olanda[11], ha un bulbo relativamente arrotondato e corto, fra i più simili alla cipolla.
- brunorossastro
La più diffusa in Italia è certamente lo scalogno di Romagna, prodotto IGP (dal 1997), coltivato dall'inizio del XX secolo nelle zone tra Faenza, Forlì e Imola[12], che possiede foglie slanciate, un bulbo a forma di fiaschetto talvolta contorto, un apparato radicale ben sviluppato, guaine di colore scuro dorato o ramato, una polpa dalle sfumature rosa-lilla e un sapore piccante. Altre varietà sono la Arvro, la Germor e la Longor.

Gli scalogni coltivati in Asia sono generalmente di buccia rossa o rosso-violacea. Nell'India meridionale le varietà più amate sono particolarmente piccole (circa la larghezza di un dito).
Nella Louisiana meridionale è invece diffusa la coltivazione di una varietà di scalogno gigante bianco (giant white shallot), che è in realtà un incrocio fra lo scalogno e la cipolla di inverno (Allium fistulosum).

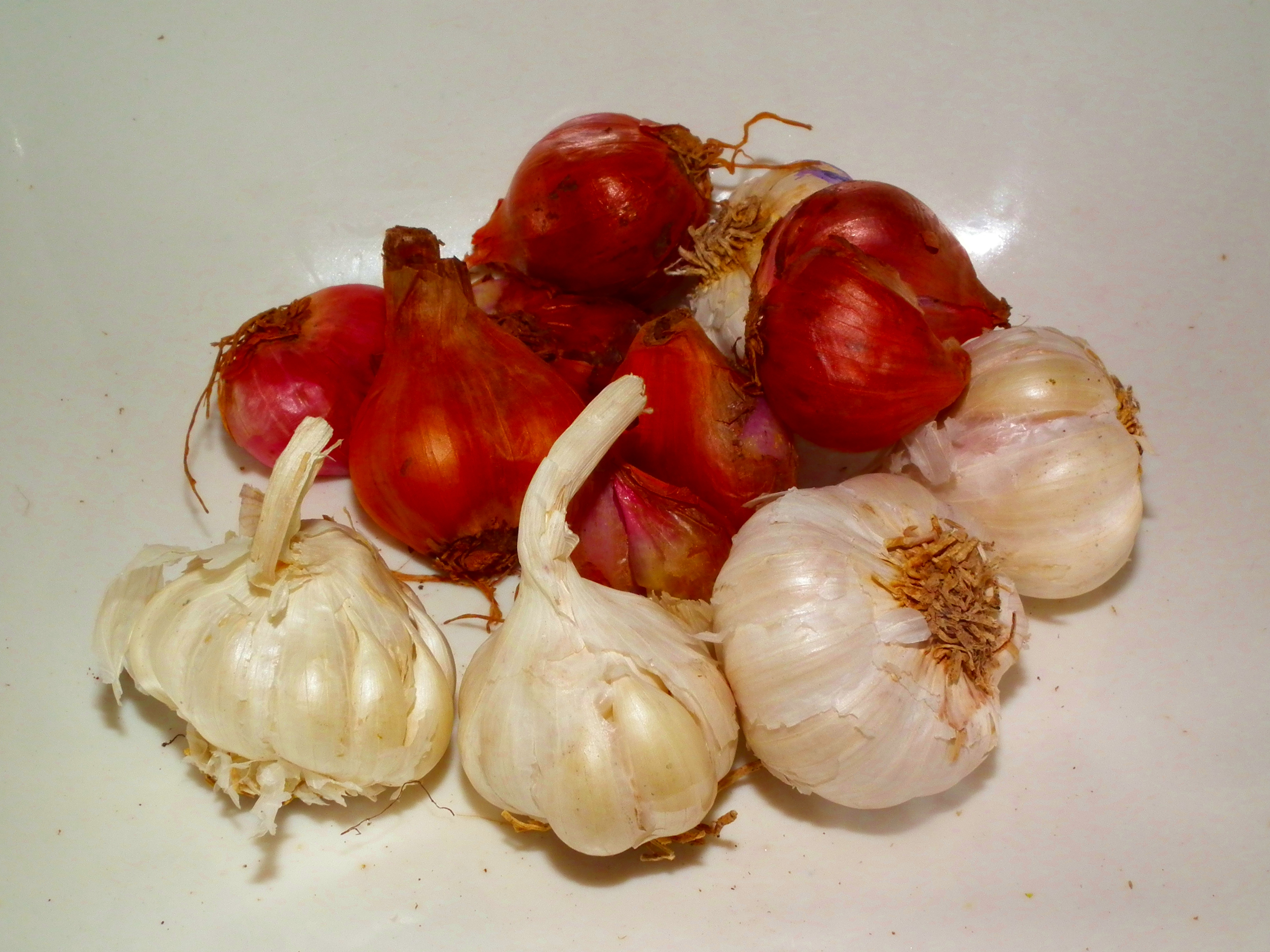
Scalogni prodotti in Asia, assieme a dell'aglio (si può intuire la loro dimensione più piccola)
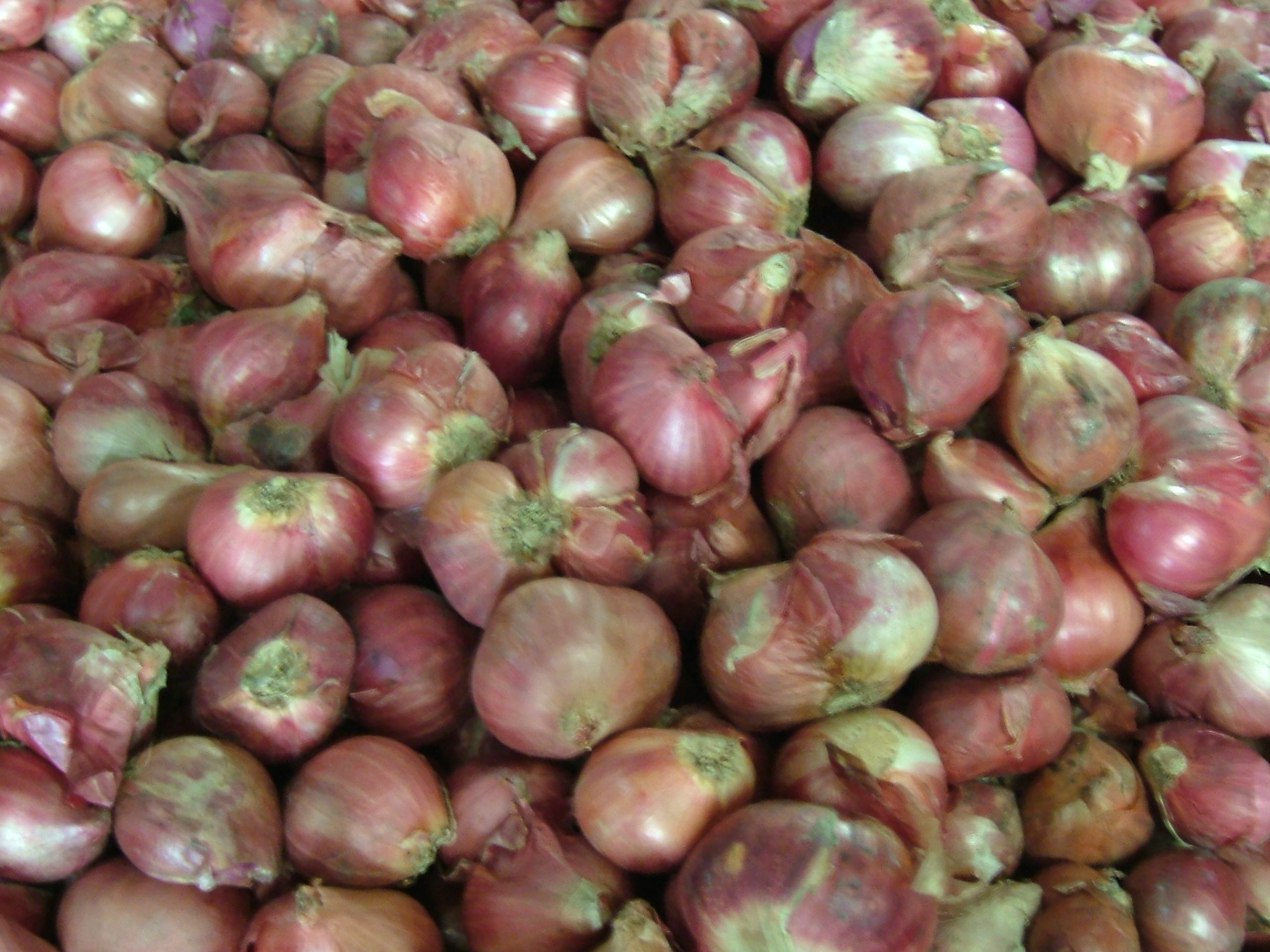
Scalogni indonesiani (bawang merah) in un mercato a nord di Giacarta
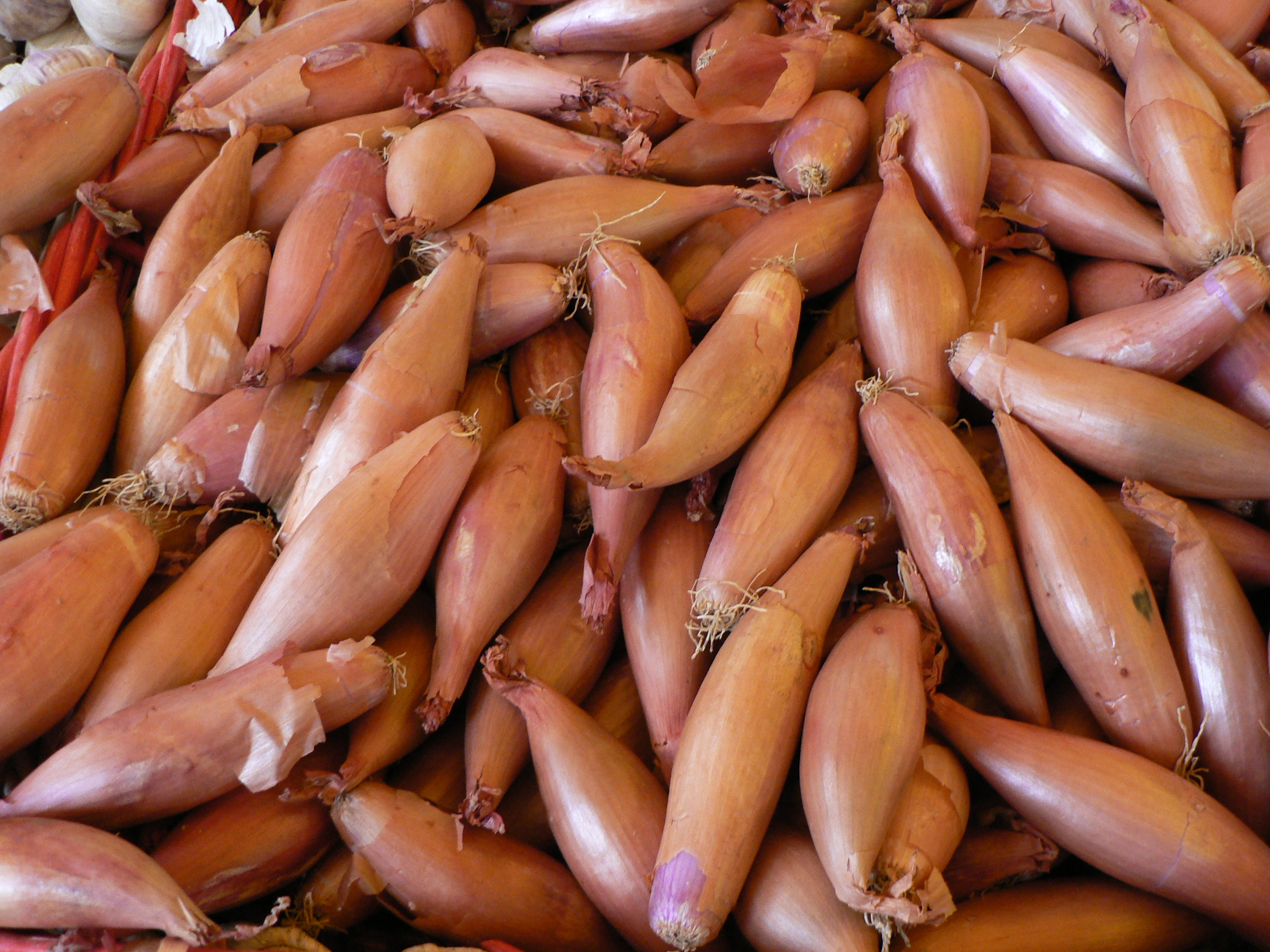
Scalogni coscia di pollo in vendita al mercato nel Sud della Francia
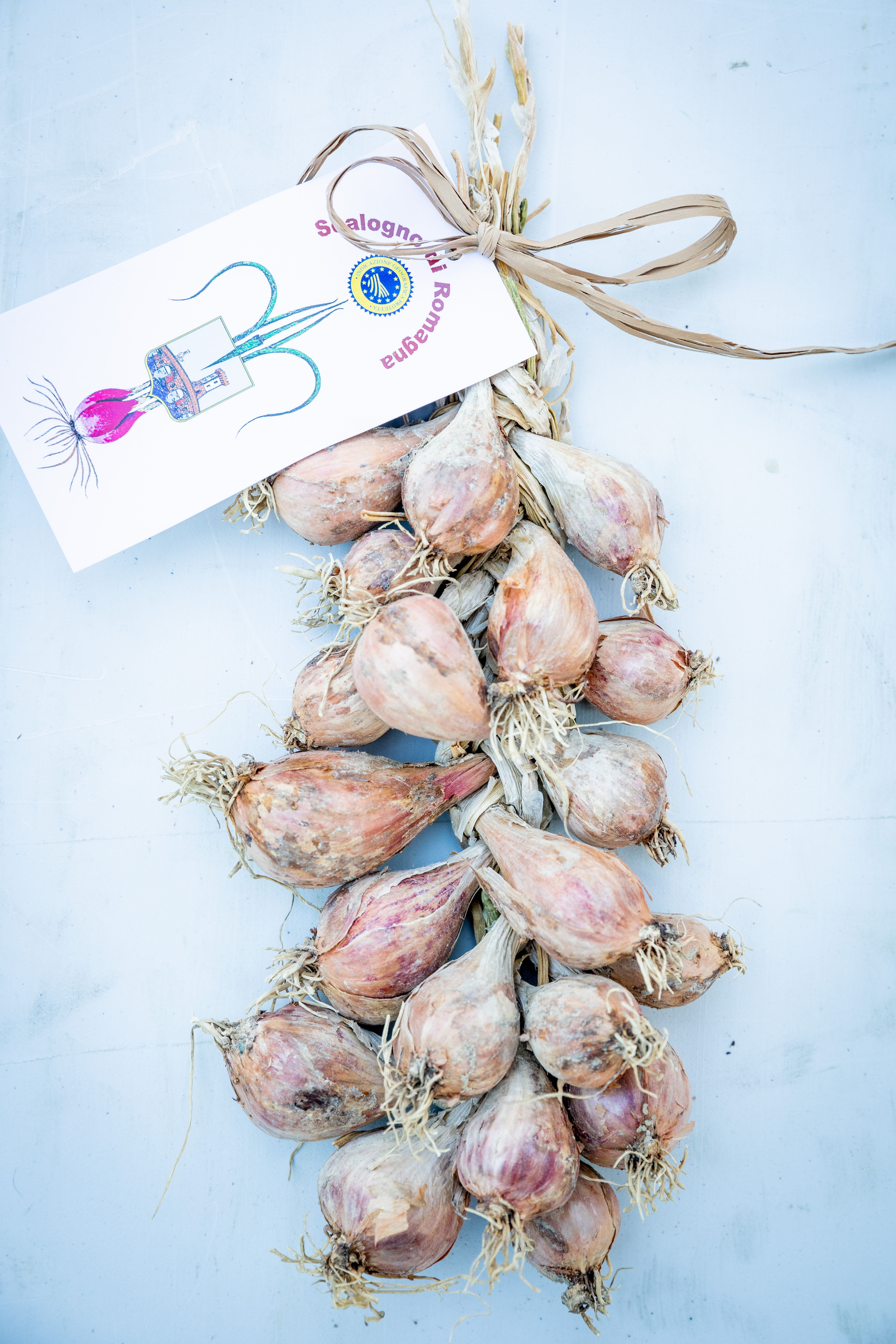
Scalogno di Romagna Igp in Treccia con il suo cartellino

## Tassonomia

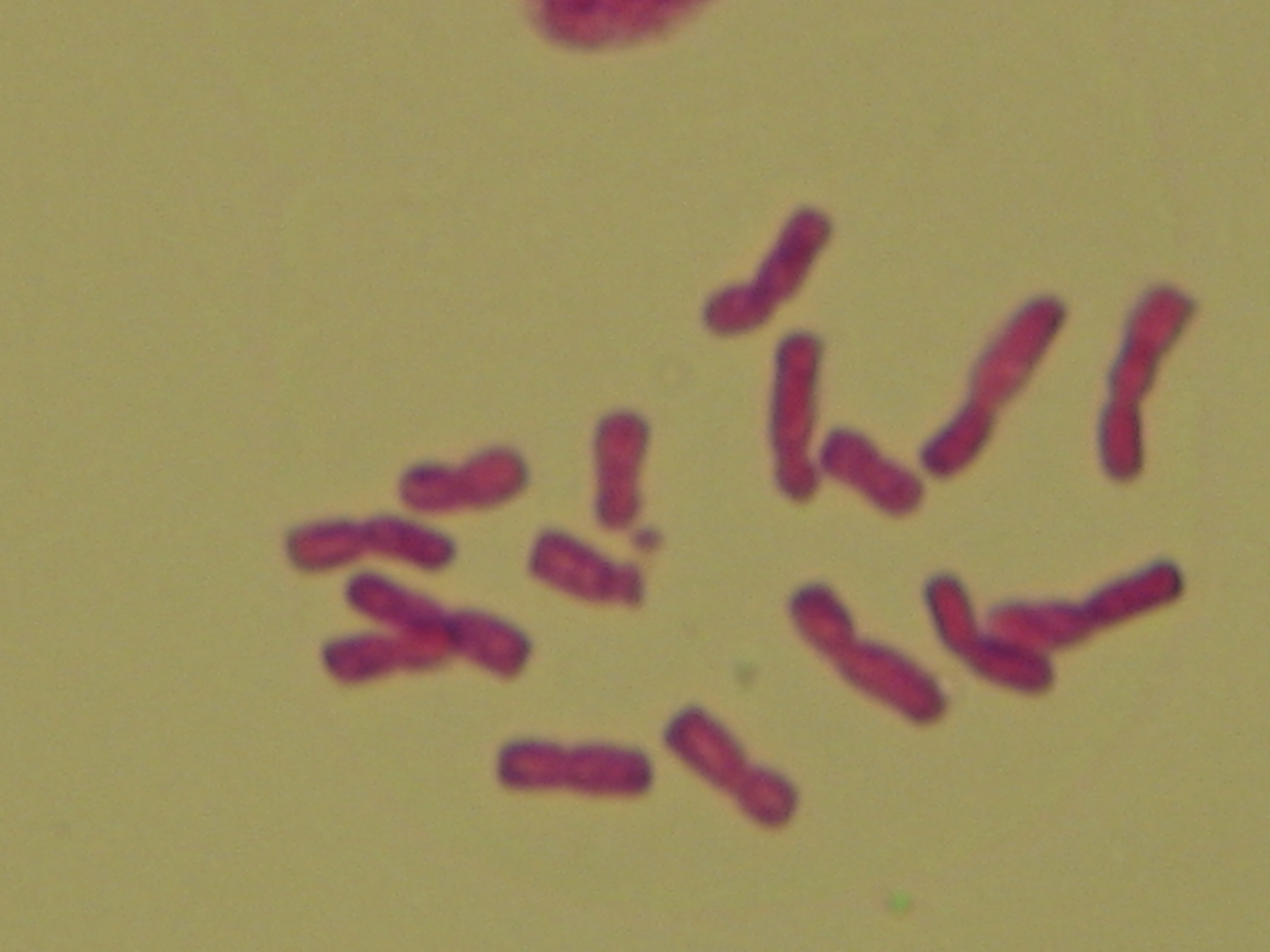
Cromosomi di Allium ascalonicum al microscopio colorati tramite reazione di Feulgen.

Le specie del genere Allium venivano attribuite in passato alla famiglia delle Liliaceae. La classificazione APG II ne propose lo spostamento in una famiglia a sé stante, Alliaceae, non più riconosciuta dalla classificazione APG III, che la inquadra come sottofamiglia Allioideae delle Amaryllidaceae.
Alcune entità designate con il nome comune di scalogno sono in realtà delle specie differenti: lo scalogno grigio comune, Allium oschaninii, specie originaria dell'Asia centrale, e lo scalogno persiano, Allium stipitatum, che proviene dai monti Zagros.

## Possibili errori di traduzione
Bisogna tenere presente che a causa della similitudine fra lo scalogno con molte piante del genere Allium, la traduzione letterale del termine potrebbe non corrispondere completamente in molte lingue, per cui è importante fare attenzione, nel caso delle lingue più diffuse, alle sfumature dialettali.
Per esempio il termine échalote, usato in Francia metropolitana per lo scalogno, è impiegato anche per indicare l'échalote «cuisse de poulet»; si tratta di un tipo di cipolla, meno profumata dello scalogno, tradizionale della regione Poitou-Charentes, che ha un solo bulbo, forma allungata, buccia dorata (simile a quella delle cipolle) e si riproduce via seme. Mentre in francese il termine ha anche un sinonimo, échalion, in italiano viene chiamato unicamente scalogno "coscia di pollo". Sempre échalote indica fra i parlanti francofoni del Québec la cipolla di piccole dimensioni, mentre in Australia si usa il comune termine inglese shallot per la cipolla d'inverno (Allium fistulosum).
Alcune incongruenze potrebbero verificarsi anche nella traduzione (in genere tramite l'inglese) delle lingue dell'India e in generale di tutte quelle dell'Asia sud-orientale, dove lo scalogno è molto diffuso nella cucina popolare e dove le varietà di quest'ultimo sono usate in modo intercambiabile con le cipolle rosse più piccole, e indicate addirittura con nomi identici in alcune aree (come nel Maharashtra). Lo scalogno viene indicato come chyapi (छ्यापी, in nepalese), kanda o gandana (in hindi, marathi, marwari e punjabi), chikk-eerulli (in kannada) gundhun (in bengalese), chinna vengayam, pallari vengayam (o sambar vengayam nella zona di Chennai) (in tamil), cheriya ulli o chuvanna ulli (in malayalam), bawang merah kecil (piccola cipolla rossa, in malese), brambang (in giavanese), hom (หอม, fragrante, in thai), katem kror hom (cipolla rossa, in khmer).

## Coltivazione

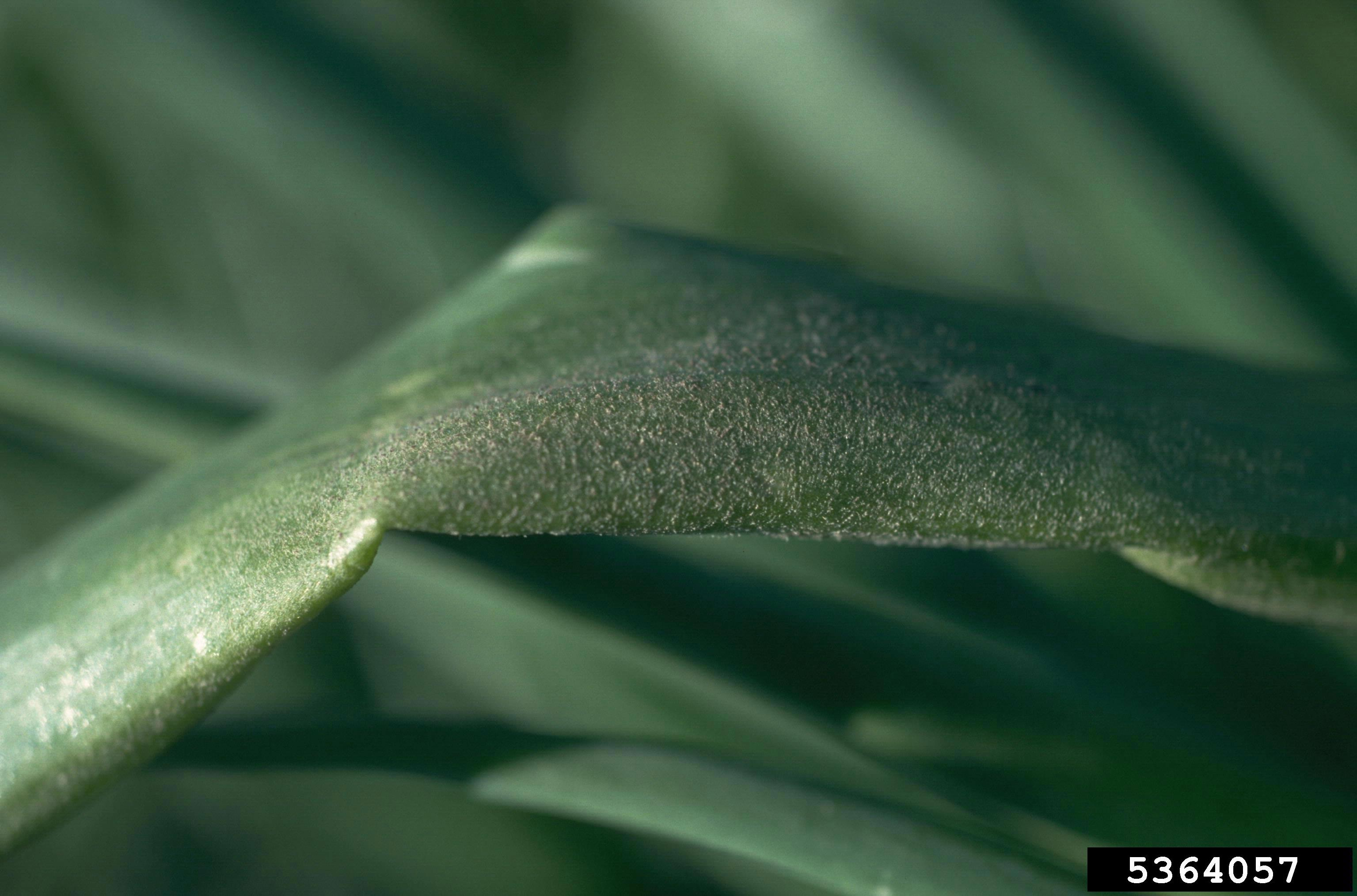
Foglia di cipolla su cui compare la muffa lanuginosa di Peronospora destructor, la varietà di peronospora che attacca solitamente le liliacee.

Lo scalogno è una pianta erbacea poliennale, ma viene usualmente coltivata come annuale. A differenza delle altre piante della sua famiglia, come aglio e cipolla, in genere non produce fiori, motivo per cui molte varietà, selezionate per l'alimentazione umana, non sono diffuse allo stato selvatico. Per tradizione lo scalogno è sempre stato riprodotto per via vegetativa.
L'operazione d'interramento dei bulbi va ripetuta, cicilicamente, ogni anno. Nell'emisfero boreale viene eseguita nei mesi di fine autunno (ottobre-dicembre) in Paesi come l'Italia, mentre in aree dal clima più rigido quali Nord America o Europa settentrionale, si preferisce aspettare fine inverno.
I bulbilli si piantano separati l'uno dall'altro, pertanto se venduti in cespi vanno preventivamente divisi. La densità d'impianto ottimale può variare in funzione della varietà e dell'ambiente di coltivazione: i migliori risultati si ottengono interrando di pochi centimetri bulbilli dal peso medio di 15-20 grammi allineati in rettilineo a distanza di circa 10–15 centimetri uno dall'altro, con file distanti fra loro 40–55 centimetri (anche in funzione del mezzo meccanico disponibile per la sarchiatura), in tutto circa 13-20 piante/m2. Per l'impianto sono necessari circa 25–40 kg per ara, considerando che 1 kg di bulbi sono approssimativamente 35-40 bulbi di calibro 25–30 mm. La punta del bulbo deve essere posizionata verso l'alto, appena sotto il livello del suolo.
In genere i bulbi più grossi sono riservati al consumo, per cui spesso vengono piantati dei bulbi più piccoli, i quali avendo un minor numero di aree meristematiche (cioè formate da cellule che possono moltiplicarsi) tendono a dare origine a pochi bulbi, più grandi. Viceversa, l'impianto di grandi bulbi con molti punti di crescita ha come conseguenza una maggior filiazione, e quindi la produzione di un ciuffo di bulbi più esteso, ma con bulbi di dimensioni ridotte. Come per molte altre piante, si consiglia di utilizzare i bulbi che si sono rivelati più sani e vitali.
Analogamente a molti altri ortaggi, lo scalogno predilige i climi temperati, dal momento che temperature inferiori ai 7-8 °C e superiori ai 30 °C ne ostacolano lo sviluppo vegetativo (valori termici prossimi allo zero possono in particolare provocare la morte della pianta, anche se alcune varietà hanno tolleranza a gelo fino a -8 °C). Sono consigliabili temperature più basse durante lo sviluppo (7-15 °C) che durante la formazione dei bulbi (15-25 °C). Le esposizioni migliori sono quindi gli ambienti completamente soleggiati, perché la crescita dei bulbi è accelerata dalle lunghe giornate e dalle alte temperature estive.
Se gli scalogni piantati a fine autunno sono sottoposti a un inverno lungo e mite potrebbe verificarsi un periodo di crescita intermittente che aumenta il numero di punti vegetativi sulla superficie del bulbo. Gli scalogni piantati in primavera hanno invece una crescita più uniforme e producono bulbi più grandi.
Per quanto riguarda i parametri pedologici, lo scalogno da orto si adatta meglio ai terreni sciolti o sabbiosi, di medio impasto, ben drenati, con un pH tra 6,0 e 7,5, una profondità utile di almeno 40 cm e con un buon contenuto di materia organica, mentre rifugge quelli troppo argillosi e compatti in quanto potrebbero risultare soggetti a ristagni idrici. Per evitare questi ultimi è consigliata talvolta una prosatura per facilitare lo sgrondo delle acque.
Lo scalogno non presenta particolari esigenze nutritive, ma risulta comunque favorito da una buona fertilità del terreno, e si consiglia una rotazione lunga, di almeno 4-5 anni, prima di ripiantarne i bulbi nella stessa parcella (non è ammesso il cosiddetto ristoppio) e, più in generale, di non coltivare lo scalogno in successione ad altre liliacee, solanacee, cavoli o barbabietole, mentre è ammessa la rotazione con carote, frumento, lattuga, orzo e radicchio.
La concimazione va effettuata preferibilmente con concimi minerali in quanto quelli organici rendono la pianta più sensibile all'attacco dei parassiti (per quanto riguarda l'apporto di letame occorre in particolare che questo sia ben maturo). Prima della messa a dimora si devono somministrare concimi binari fosfo-potassici a base di solfato, dal momento che lo scalogno assorbe dal terreno considerevoli quantità di zolfo, mesoelemento che ne caratterizza il sapore e l'odore.
L'azoto invece si distribuisce in maniera frazionata prima dell'impianto, all'emissione della terza o quarta foglia ed all'inizio dell'ingrossamento dei bulbi.
Lavorando il terreno, bisogna fare sempre attenzione a non danneggiare le radici, in genere sono poco profonde.

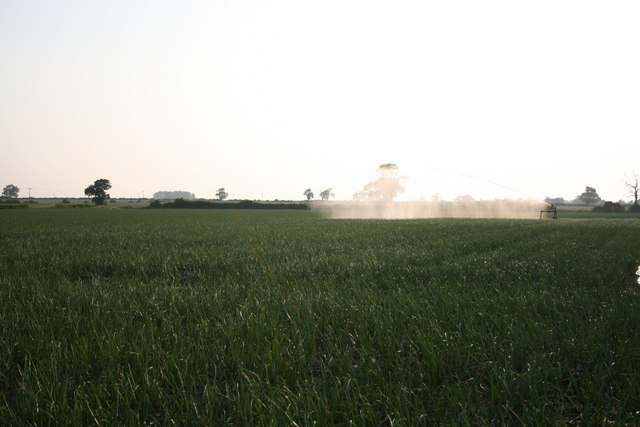
irrigazione di un campo di scalogni presso South Scarle (Nottinghamshire).

Per il controllo delle erbe infestanti negli orti famigliari si ricorre alla scerbatura manuale. Nelle colture in pieno campo si possono eseguire invece delle sarchiature tra una fila e l'altra e, qualora venga utilizzata la pacciamatura, non sono necessari trattamenti erbicidi, negli altri casi si ammette il diserbo chimico.
In assenza di precipitazioni nei mesi di maggio e di giugno si interviene con l'irrigazione, avendo cura di lasciare asciugare il terreno tra un intervento e l'altro, perché come detto lo scalogno è sofferente ai ristagni d'acqua.
Lo scalogno è una pianta meno soggetta della cipolla ad attacchi di parassiti, gli stessi in genere per entrambe le piante. I più pericolosi sono i marciumi radicali, la muffa grigia (Botrytis cinerea ed altri funghi dello stesso genere), l'oidio (mal bianco), la peronospora, i tripidi, la mosca della cipolla (che attacca i tessuti del bulbo) e il Ditylenchus dipsaci (nematode degli steli e dei bulbi). Fra le malattie di tipo batterico, lo Xanthomonas axonopodis pv. allii, organismo che attacca le cipolle, colpisce anche lo scalogno e si manifesta con la formazione di lesioni sui tessuti aerei della pianta che la fanno seccare. la malattia può causare una diminuzione dei bulbi con un calo della resa 10 al 50%.
Nel complesso il ciclo colturale dura 7-8 mesi nel caso di propagazione per interramento.
L'epoca di raccolta è un momento fondamentale della filiera produttiva, che influenza in maniera determinante la qualità globale del prodotto. Non è disponibile un metodo oggettivo del tutto affidabile ed universalmente accettato per valutare la maturità e di conseguenza l'epoca di raccolta dello scalogno, ma in genere essa avviene quando le foglie della pianta iniziano ad appassire, presentandosi ingiallite e reclinate verso terra per la perdita di turgidità dei tessuti.
La resa agricola è in media di 10-20 bulbi per pianta, sull'ordine dei 4 kg/m2.
La raccolta avviene in periodi differenti in base all'utilizzo previsto: quella effettuata nel mese di giugno fornisce un prodotto da consumare fresco, mentre quella effettuata verso la metà del mese di luglio un prodotto utilizzabile per la conservazione e la trasformazione. Nella tradizione contadina, le verdure a bulbo (cipolla, aglio, scalogno) sono raccolte durante le fasi di luna calante.
La raccolta si effettua con zappa o vanga nei piccoli apprezzamenti, dove i bulbi sono estirpati a mano e lasciati sul terreno per una settimana in modo da permettere l'essiccazione delle parti verdi sia della pianta che delle radici. Negli appezzamenti industriali l'operazione è totalmente meccanizzata, le foglie vengono tagliate ad una altezza variabile da 3 a 10 cm dal bulbo, dalla stessa macchina che effettua l'estirpazione o da una che la precede. I bulbi sono quindi convogliati (subito o dopo 1 o 2 giorni di permanenza in campo) in contenitori costituiti da pallet-box o carri (trasporto alla rinfusa) per il loro trasporto al magazzino. L'asportazione della maggior parte delle foglie aumenta la quantità del prodotto stivabile nei contenitori e facilita la circolazione dell'aria al loro interno. La distribuzione verso il commercio al dettaglio viene fatto con cassette o sacchi a rete.

## L'introduzione dei semi e le nuove normative
Negli ultimi decenni tuttavia la ricerca agricola da parte delle aziende agricole dei Paesi Bassi De Groot en Slot Allium B.V. e Bejo-Zaden B.V. ha portato all'individuazione del seme, ed aperto la strada a una nuova, più recente, modalità di produzione. Semi di scalogno sono disponibili sul mercato dal 1998, e tali varietà sono chiamate échalote de semis in francese, Sähschalotte in tedesco e sown shallot in inglese. Si tratta, strettamente parlando, di un incrocio tra cipolle e scalogni, che attraverso la selezione ha combinato le caratteristiche positive di sapore e di moltiplicazione delle sementi.
La semina diretta si effettua nell'emisfero boreale in febbraio appena il terreno è lavorabile (i semi possono anche essere interrati in serra circa otto settimane prima di essere trapiantati nei campi); il ciclo culturale è più breve, circa quattro o cinque mesi. Sono necessari 1 500 000-2 000 000 di semi (5 kg) per ettaro, .
Questi progressi della tecnica hanno portato ad adattare di conseguenza la normativa europea, in particolare il Catalogo comune delle varietà delle specie di ortaggi della Gazzetta ufficiale dell'Unione europea, per il quale lo scalogno oramai è considerato tale anche se non riprodotto da bulbo.
Questo passaggio normativo tuttavia non è stato immediato. In Francia ad esempio la legislazione risalente al 1990 riservava espressamente il diritto di essere commercializzato con il nome di "scalogno" alle sole varietà dette di "tradizione", riprodotte per interramento dei bulbi. Il contenzioso avviato in merito dalla società olandese De Groot en Slot Allium B.V. davanti al Consiglio di Stato ha visto quest'ultimo sancire espressamente l'appartenenza delle varietà seminate alla specie botaniche "scalogno", dato che entrambe le varianti (seminata e "tradizionale") condividerebbero con le altre varietà di scalogno proprietà che contraddistinguono tutti gli scalogni dalle cipolle.
Conseguentemente, nonostante la paura da parte dei produttori "tradizionali" della Bretagna e della Valle della Loira di perdere il monopolio che avevano da molti anni, un nuovo decreto è stato adottato 16 gennaio 2007 (NOR: AGRP0700153A), il quale stabilisce la coesistenza di due modi di produzione (seminato e piantato), dalle simili qualità nutrizionali.

## Conservazione

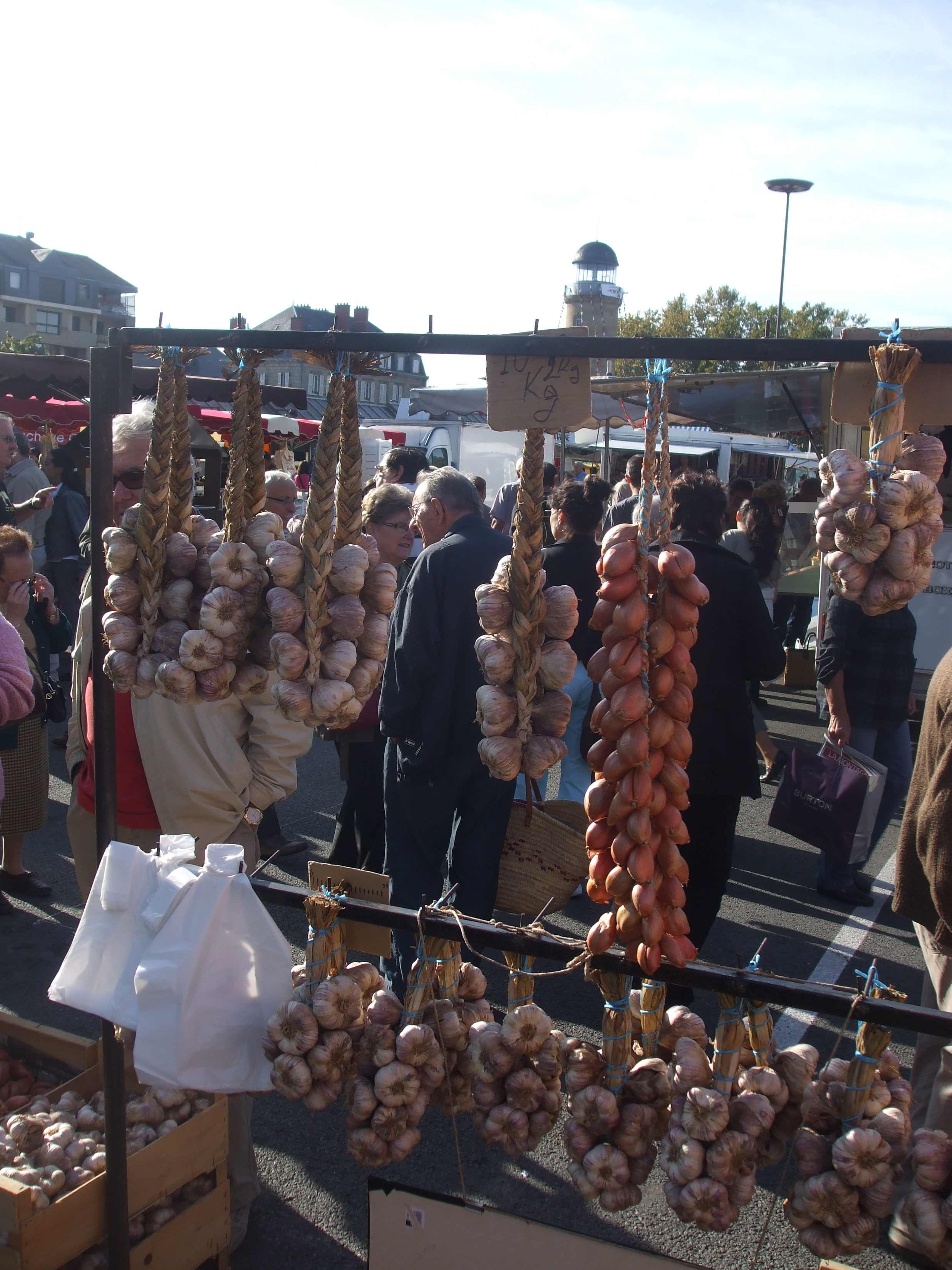
Scalogni e agli appesi in trecce al mercato di Brive-la-Gaillarde, nel Limosino.

Dopo l'estirpazione e la loro essiccazione, i bulbi di scalogno possono essere conservati a temperatura ambiente, in un luogo buio, fresco, asciutto (umidità relativa sotto il 70%) e ben ventilato per circa 2-3 settimane, controllando, come nel caso di altri bulbi, che non avvengano fenomeni di germogliazione. Dopo questa prima fase i bulbi possono essere venduti.
Al momento dell'acquisto lo scalogno deve presentarsi ben sodo (forma compatta), con una buccia liscia priva di muffe, ammaccature e macchie; i bulbi che presentano fenomeni di germogliazione sono in generale molli al tatto e hanno la buccia rovinata.
Una volta acquistato, lo scalogno, se conservato in locali freschi, asciutti e ben aerati o ventilati (tettoie o alcune cantine), può durare fino a sei mesi senza perdere le sue caratteristiche. Il bulbo con un poco di stelo può essere ad esempio conservato in mazzetti, oppure nelle regioni francofone in trecce, poi appese, come si usa fare con l'aglio. Si deve evitare di conservare i bulbi in frigorifero o di riporli in confezioni impermeabili che ne favoriscono la decomposizione.
Lo scalogno non processato ha nel complesso un periodo di conservazione limitato ai sei mesi, un fatto di fondamentale importanza per la propagazione di varietà tradizionali, le quali devono quindi essere ripiantate ogni anno. I bulbi più piccoli hanno una durata minore, per questo se non possono essere piantati vengono consumati per primi.
Per il consumo alimentare, lo scalogno viene processato in molti modi diversi. 
Una volta tagliato, lo scalogno può essere conservato, avvolto nella pellicola per alimenti, in frigorifero, dove può rimanere al massimo per una settimana, mentre, come le cipolle, i bulbi possono essere grossolanamente tritati e conservati in congelatore.
Un altro metodo di conservazione è quello di porli, preventivamente sbucciati, in contenitori di vetro sott'olio o sott'aceto.

## Usi
Anche se le foglie giovani verdi delle piante sono molto saporite e possono essere usate tritate al posto dell'erba cipollina, lo scalogno è coltivato soprattutto per i suoi bulbi, edibili al 70%. In genere le stesse foglie non sono mai raccolte in grande quantità proprio perché questo ridurrebbe la resa agricola dei bulbi.
Prima dell'utilizzo si deve eliminare la parte esterna (di consistenza cartacea) e tagliarne le estremità. Non si devono mai mettere gli scalogni sotto l'acqua per mitigare il bruciore che provocano agli occhi, poiché questo influisce negativamente sul loro sapore.
I bulbi hanno un sapore meno intenso della cipolla, più aromatico e leggermente agliaceo, ma, a differenza dell'aglio, non sono troppo acri. In generale proprio per il suo delicato e caratteristico apporto aromatico lo scalogno è proposto come sostituto della cipolla per l'elaborazione di antipasti e piatti di portata nella cucina più raffinata o più attenta ai gusti delicati (ha inoltre il vantaggio di appesantire di meno l'alito).
Lo scalogno viene consumato sia cotto che crudo, anche se quest'ultimo uso è più consigliato perché, ad esempio, nei soffritti, di cui è suggerito come base per zuppe o risotti, lo scalogno tende a divenire amaro. Lo scalogno contiene inoltre leggermente meno acqua della cipolla, pertanto è più soggetto a carbonizzare durante la cottura.

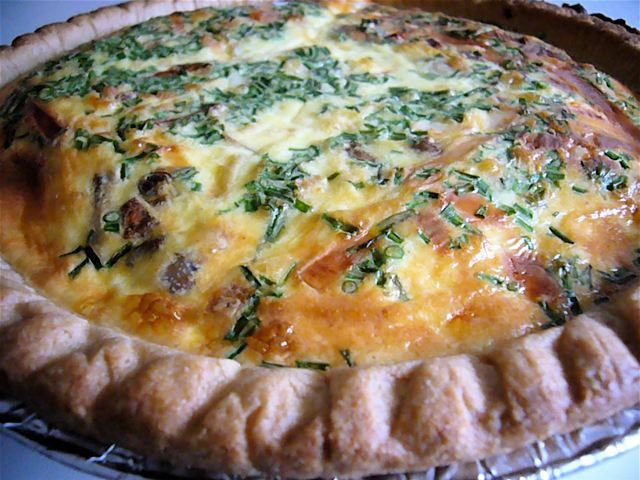
Una quiche a base di scalogni, cipolle, formaggio Emmental e porcini
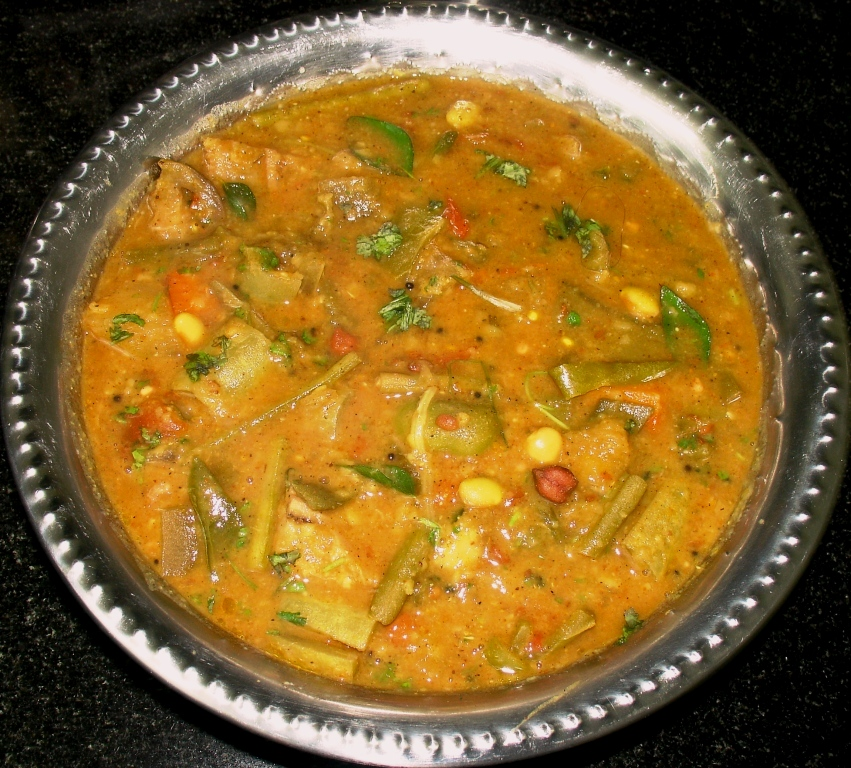
Il sambar, un piatto della cucina tamil contenente scalogni
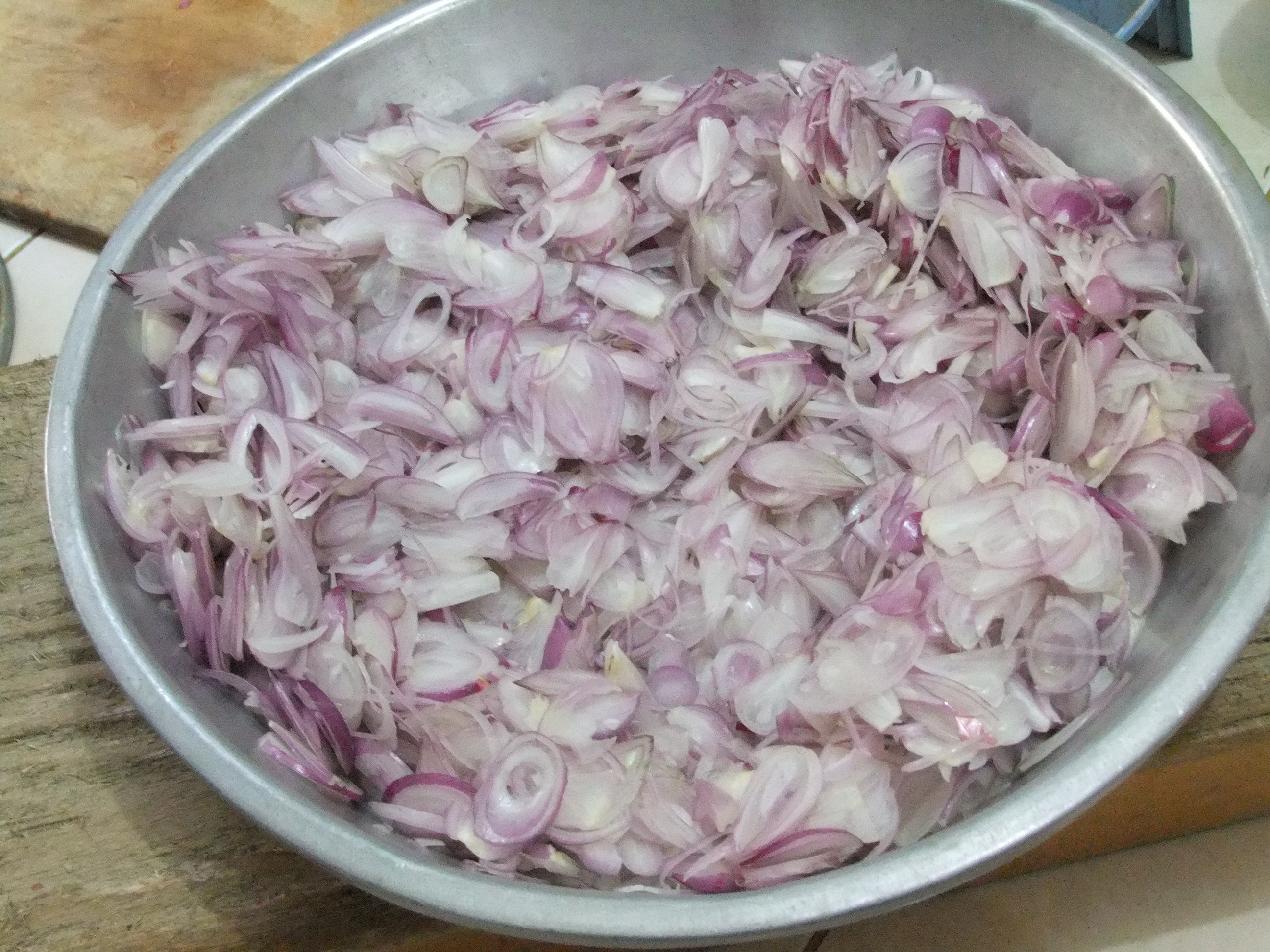
Scalogni affettati per il bawang goreng
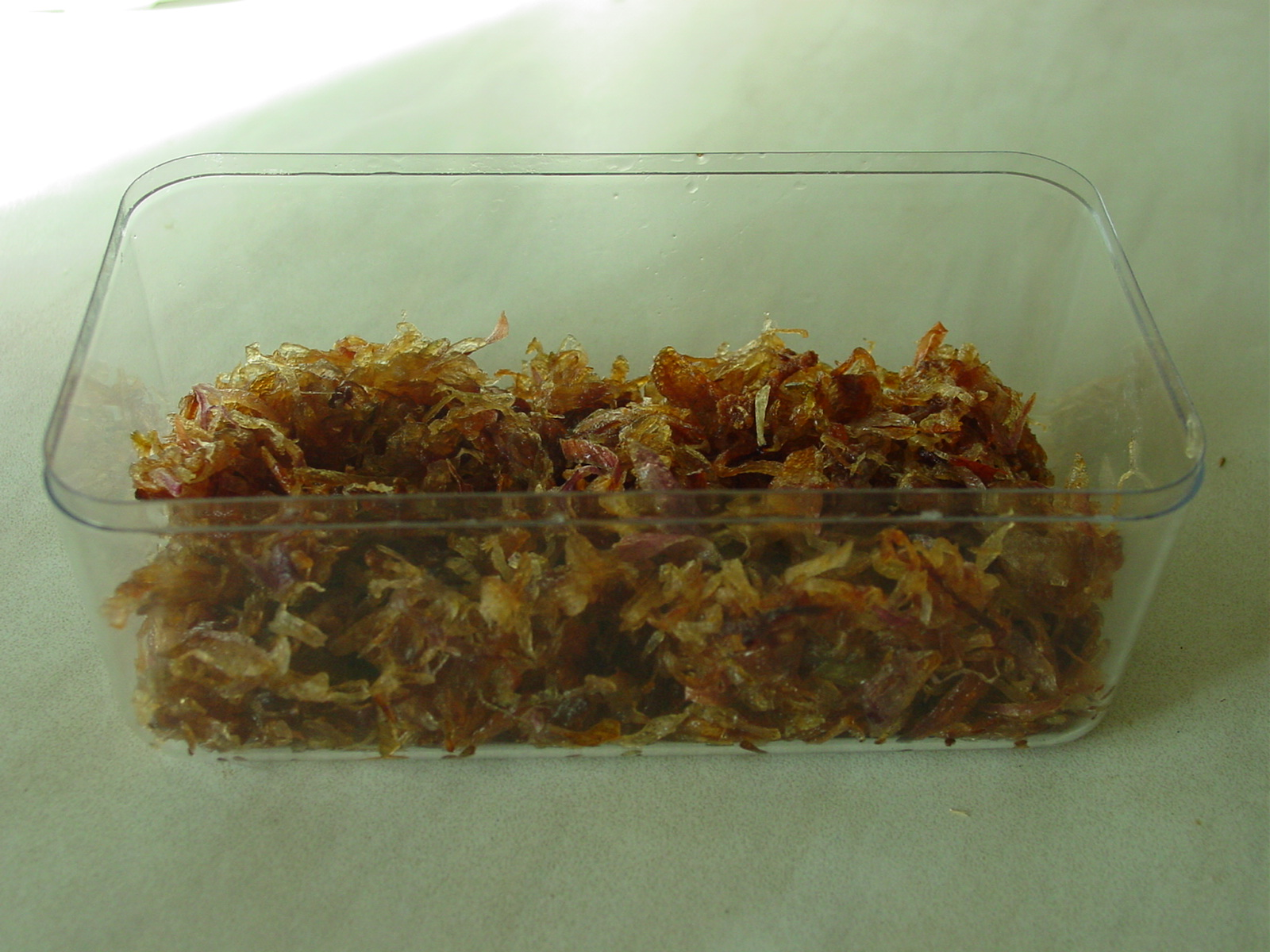
Il bawang goreng, tradizionale piatto indonesiano a base di scalogni fritti

In Europa è impiegato nella preparazione di insalate, frittate e torte salate (come la Quiche), ma è soprattutto utilizzato per aromatizzare preparazioni di diverso tipo, quali antipasti, contorni e salse fini come la Bordolese o la Bernese; in Europa del Nord e in particolare in Francia, ad esempio, lo scalogno è da sempre usato, dopo essere stato pestato nel mortaio e mescolato con burro o formaggi cremosi, per accompagnare grigliate di pesce o di carne. 
Nella cucina regionale italiana, i bulbi finemente tagliati a mano sono presenti in molti sughi per tagliolini o tagliatelle all'uovo, soprattutto in Romagna dove caratterizza numerosi piatti tradizionali.
Nella cucina mediterranea, lo scalogno viene talvolta utilizzato al posto del limone per aromatizzare i frutti di mare crudi.
In Asia centrale, dove hanno avuto origine le varietà più antiche, lo scalogno compare come ingrediente fondamental della cucina iraniana: è ad esempio una delle erbe usate nel tipico sabzi polo, un piatto servito per il capodanno iranico.
In Asia sud-orientale, lo scalogno è molto diffuso in tutte le cucine dell'area: in modo intercambiabile con la cipolla è usato come base di molte preparazioni sott'aceto, insalate e fritture (in Cina meridionale e in Indonesia si consumano le fette fritte sottili come le patatine) ed è infine una spezia fondamentale per insaporire riso fritto, momo (degli involtini nepalesi e molti piatti dell'India meridionale: in queste zone lo scalogno è molto più frequentemente che in altre regioni dell'Asia distinto dalla cipolla e ha un ruolo di ingrediente principale in piatti quali sambar (un piatto a base di lenticchie) e Vathal Kuzhambu (altro piatto della cucina tamil); scalogni raccolti in aceto rosso sono comuni in molti ristoranti indiani, serviti con le salse e papadum sul vassoio dei condimenti.

## Composizione e utilizzi terapeutici
Come molte piante, lo scalogno è prevalente composto da acqua. A questa ed alle fibre si aggiungono oligonutrienti indispensabili per un buon funzionamento del nostro organismo, a cui sono imputate le possibili proprietà benefiche di questo bulbo: lo scalogno è ricco di sodio, potassio, calcio, fosforo, selenio, silicio.
Il selenio (Se) è un elemento che si lega bene con lo zolfo di cui lo scalogno è ricco, ed è presente in moltissimi tessuti del nostro organismo: è importante per l'accrescimento, ha un'azione antiossidante e gli vengono pertanto attribuite proprietà antiinvecchiamento.
Il buon contenuto di silicio (Si) renderebbe invece lo scalogno utile contro l'osteoporosi e per il rafforzamento di unghie e capelli, data la relazione fra quest'ultimo e il calcio
Buono l'apporto di vitamina C (anche se c'è da considerare che per assimilarla al meglio, lo scalogno dovrà essere mangiato crudo, visto che la cottura la distrugge), nonché di vitamina A, e delle vitamine del gruppo B.
In letteratura scientifica è stato riportato che gli scalogni contengono più flavonoidi e fenoli che ogni altro membro della famiglia delle cipolle.. Fra i flavonoidi, sostanze vegetali ed azione antibiotica, compaiono in particolare le antocianine, sostanze che conferiscono il colore violaceo al bulbo, utilissime per i capillari e per la circolazione in generale, e la quercetina, molecola studiata in campo oncologico sperimentale e regolatrice della pressione diastolica (la minima).
I componenti volatili responsabili dell'aroma sono invece trattenuti dalla guaina che avvolge il bulbo e si attivano quando essa viene incisa. L'enzima allinasi, che fa parte del sistema difensivo che le piante del genere allium adottano per contrastare gli erbivori, è responsabile della catalisi delle reazioni chimiche implicate nella produzione dei composti volatili che conferiscono a questi alimenti i caratteristici aromi, odori e proprietà lacrimogene. In particolare fra questi ultimi è rilevante il solfuro di allile, un tioetere volatile che ha effetto diuretico, nonché disinfettante (vermifugo e battericida). Per il suo potenziale effetto disinfettante, nella tradizione indiana lo scalogno, mescolato con lo zucchero (anche non raffinato, come il jaggery), è usato come rimedio casalingo per il mal di gola.

## Produzione e vendita

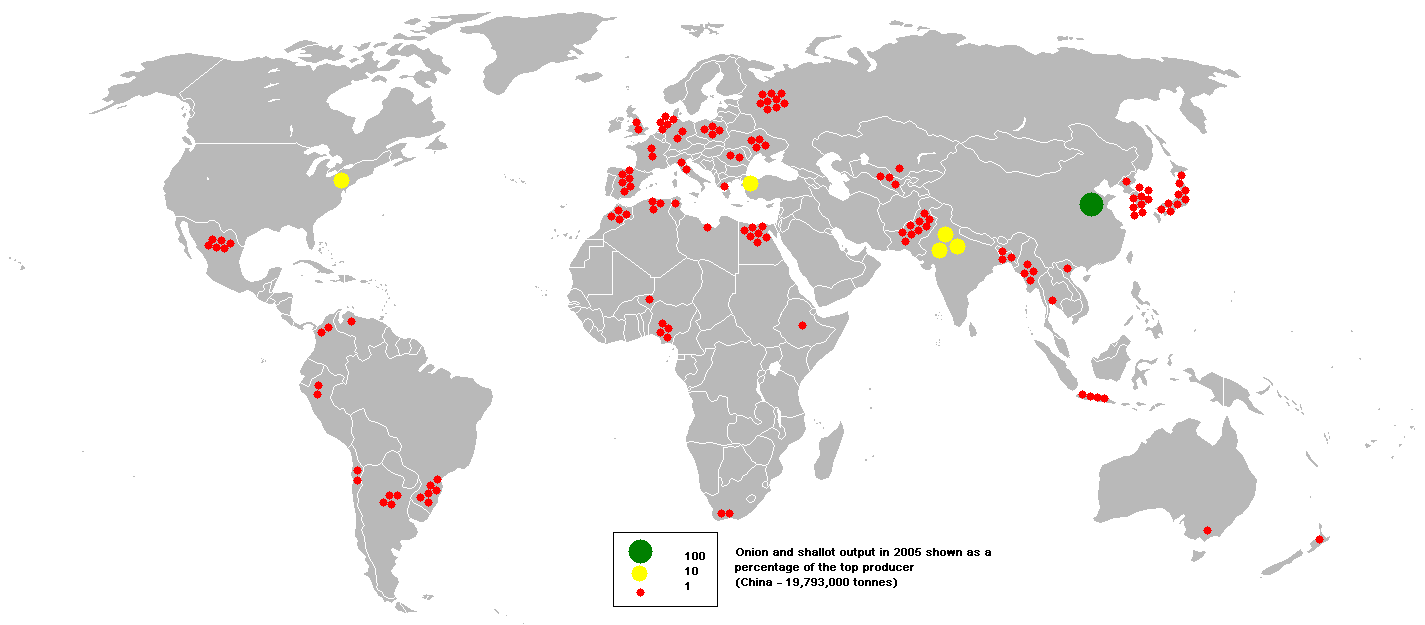
Produzione mondiale di cipolle e scalogni nel 2005.

Lo scalogno viene coltivato nelle stesse zone in cui sono coltivate anche le cipolle, in particolare in Europa (Francia, Paesi Bassi, Regno Unito e Spagna), nelle Americhe (Ontario, Québec, New Jersey, New Hampshire), in Cina e infine in Asia sud-orientale (Thailandia, Indonesia e paesi limitrofi), dove ha un ruolo importante nelle cucine locali. 
In Africa, esiste una particolare regione di coltivazione nel Ghana sud-orientale.
Lo scalogno oggigiorno si può acquistare al supermercato tutto l'anno, ma è più caro della cipolla, un fattore che ne limita in parte il consumo. 
In Italia le varietà più diffuse nel commercio al dettaglio sono lo scalogno di Romagna IGP e le varietà importate dalla Francia.
Lo scalogno di Romagna è noto quale particolare ecotipo, che possiede caratteristiche proprie, diverse da quelle di altre tipologie presenti sul mercato.